# Constante I
Flávio Júlio Constante (320 – janeiro de 350), foi um imperador romano que governou de 337 a 350. Constante foi o terceiro e mais jovem filho de Constantino e Fausta, segunda esposa de Constantino.
A partir de 337, ele foi co-imperador com seus irmãos Constâncio II e Constantino II. Na divisão administrativa do império ocorrida após a morte de Constantino, coube a ele a Itália, Ilíria e a África. Constantino II tentou tirar vantagem da juventude e inexperiência de Constante ao invadir a Itália em 340, mas Constante o derrotou em Aquileia, onde o irmão mais velho morreu. Em 341-342, Constante liderou uma campanha de sucesso contra os francos.
O escritor Júlio Fírmico Materno mencionou que Constante visitou a Britânia nos primeiros meses de 343, mas não explicou porquê. A velocidade desta viagem, junto com o fato que ele cruzou o Canal da Mancha durante os perigosos meses de inverno, sugere que foi em resposta a algum tipo de emergência militar. A maior parte dos membros da dinastia Constantiniana estava de alguma forma interessada em religião. Constante promulgou um édito banindo os sacrifícios pagãos em 341. Na disputa entre as facções ortodoxas e arianas, Constante apoiou os primeiros, enquanto Constâncio apoiou os últimos. Constante convocou o Concílio de Sárdica para estabelecer o contraste entre o ortodoxo Atanásio de Alexandria e o ariano Paulo I de Constantinopla.
Em 350, o general Magnêncio declarou-se imperador com o apoio da tropa na fronteira do rio Reno, e a última na porção ocidental do Império Romano. Constante não teve apoio imediato e foi forçado a fugir para salvar sua vida. Os partidários de Magnêncio o encurralaram em uma fortificação no sudeste da Gália, onde ele foi morto.